# Antin Szkitak
Antin Szkitak, pseudonim Omelian (ur. 1917 w Boryni, zm. 29 listopada 1943 koło Niedzielnej) – ukraiński wojskowy.
Od kwietnia 1941 do grudnia 1942 był żołnierzem batalionu Nachtigall. W lecie 1943 był organizatorem i dowódcą szkolnego kurenia im. Krzywonosa UNS. W tym czasie został też dowódcą 8 Okręgu Wojskowego UPA „Sribna”.
Zginął koło Niedzielnej, po całodziennej walce oddziału z jednostką niemiecką, która otoczyła obóz kurenia im. Kriwonosa. Wraz z nim zginęło 26 żołnierzy UPA, z czego 17 pochowano we wspólnej mogile. Obecnie na mogile postawiono pomnik upamiętniający to wydarzenie.